# Rankachita
La rankachita és un mineral de la classe dels sulfats. Rep el seu nom de la vall de Rankach, on es troba la mina Clara que és l'indret on va ser descoberta.

## Característiques
La rankachita és un wolframat de fórmula química Ca0.5(V4+,V5+)(W6+,Fe3+)₂O₈(OH)·2H₂O. Cristal·litza en el sistema monoclínic. Es troba com a crostes en forma d'agulla com, en cristalls allargats al llarg de [001], aplanats en{100} o {010}, de fins a 2 mm; en rosetes i en agregats subparal·lels o radials. La seva duresa a l'escala de Mohs és 2,5.
Segons la classificació de Nickel-Strunz, la rankachita pertany a «07.GB - Molibdats, wolframats i niobats, amb anions addicionals i/o H₂O» juntament amb els següents minerals: lindgrenita, szenicsita, cuprotungstita, UM1999-38-WO:CrV, fil·lotungstita, ferrimolibdita, anthoinita, mpororoïta, obradovicita-KCu, mendozavilita-NaFe, paramendozavilita i tancaïta-(Ce).

## Formació i jaciments
Es tracta d'n producte de l'alteració de la scheelita i de sulfurs de ferro a la zona d'oxidació d'un dipòsit hidrotermal de metalls bàsics. Sol trobar-se associada a altres minerals com: scheelita, pirita, marcassita i quars. Va ser descoberta l'any 1984 a la mina Clara, a la vall de Rankach, a Oberwolfach (Selva Negra, Baden-Württemberg, Alemanya), l'únic indret on ha estat trobada.